# Ácido esteárico

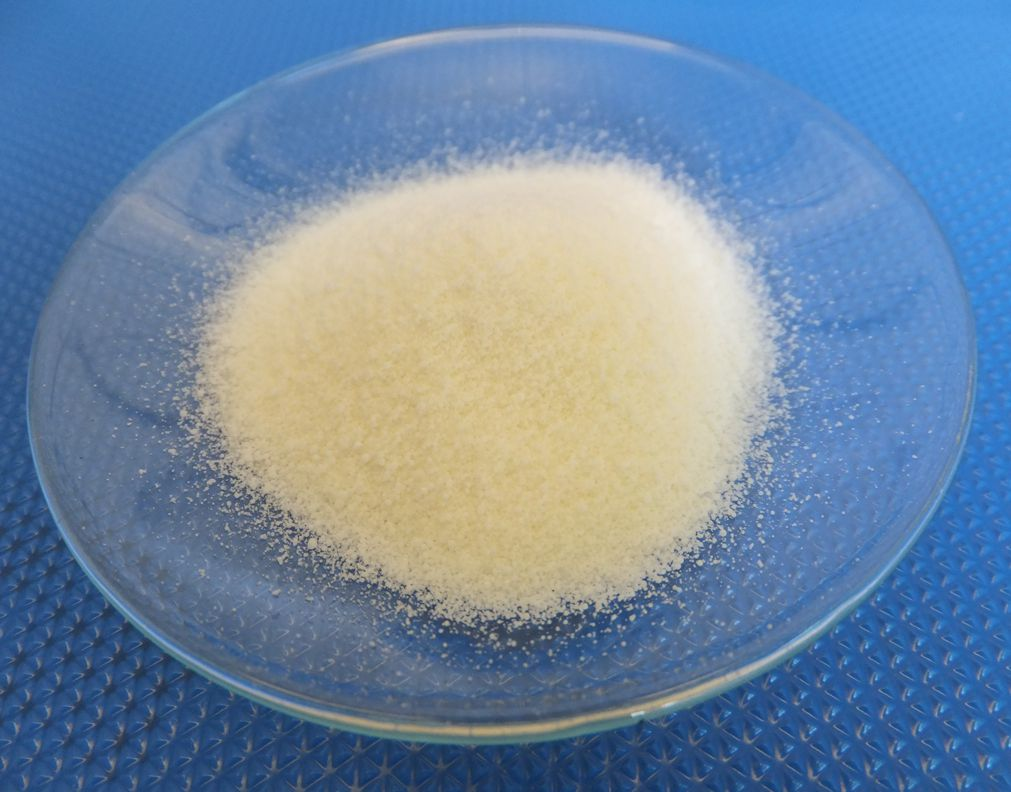
Ácido esteárico

El ácido esteárico es un ácido graso saturado de 18 átomos de carbono presente en aceites vegetales, grasas animales y vegetales . Su nombre proviene de la palabra griega  στέαρ "stéar", que significa  sebo
A temperatura ambiente es un sólido parecido a la cera; su fórmula química es CH3(CH2)16COOH. Su nombre IUPAC es ácido octadecanoico. Tiene una cadena hidrofóbica de carbono e hidrógeno.
Se obtiene tratando la grasa animal con agua a una alta presión y temperatura, y mediante la hidrogenación de los aceites vegetales. Algunas de sus sales, principalmente de hidróxidos de sodio y potasio, tienen propiedades como tensoactivas. Es muy usado en la fabricación de velas, jabones y cosméticos.